# Cingula moerchi
Cingula moerchi är en snäckart som beskrevs av Collin 1887. Cingula moerchi ingår i släktet Cingula och familjen Rissoidae. Inga underarter finns listade i Catalogue of Life.